# レイルウェイ エンパイア
『レイルウェイ エンパイア』(Railway Empire)は、カリプソ・メディアのGaming Minds Studiosが開発し2018年1月27日に発売されたゲームソフト。
日本ではPlayStation 4版が2018年5月24日に、Nintendo Switch版が2020年2月14日に発売された。

## 概要
1830年から1930年までのアメリカ開拓時代を舞台にした鉄道経営シミュレーションゲーム。ゲームはリアルタイムで進行する。鉄道会社の社長となって、ライバル会社との競争に勝ち、鉄道帝国の建設を目指す。
ゲームのグラフィックエンジンには同社の『グランドエイジ メディーバル』と同じものを使用しており、シームレスに拡大縮小が可能。マップの作成には衛星写真を参考にしており、アメリカ大陸がリアルに再現される。

## ゲームシステム
鉄道の敷設、駅の建設、社員の雇用などを行う。また、研究開発によって新たな設備やテクノロジーを入手することが可能。
線路は直線的に敷設すると、2点間を最短距離で結ぶことができるがトンネルや橋などの建設が必要となり、その分建設コストが増大する。山や谷を迂回するとコストは抑えられるが、その分移動に時間がかかってしまう。
ライド・アロング機能を使うと、列車に乗っているように風景を眺めることができる。

## 登場人物
主人公は将軍、メイカー、科学者、貴婦人、トリックスター、ギャングスターの6つのタイプから選択できる。

## 評価
2018年1月30日時点でSteam版のユーザーからの評価は「非常に好評」となっている。